# Judah Benjamin
Judah Philip Benjamin (ur. 11 sierpnia 1811, zm. 6 maja 1884 r.) – amerykański polityk, prawnik oraz biznesmen. Urodził się na St. Croix - jednej z wysp wchodzących w skład okupowanych w tym czasie przez Brytyjczyków  Duńskich Indiach Zachodnich, jednakże emigrował do Północnej Karoliny. W czasie wojny secesyjnej pełnił wiele funkcji państwowych w Skonfederowanych Stanach Ameryki. Po zakończeniu wojny wyjechał do Wielkiej Brytanii. Zmarł w Paryżu. Był pierwszym w historii USA senatorem wyznającym judaizm.

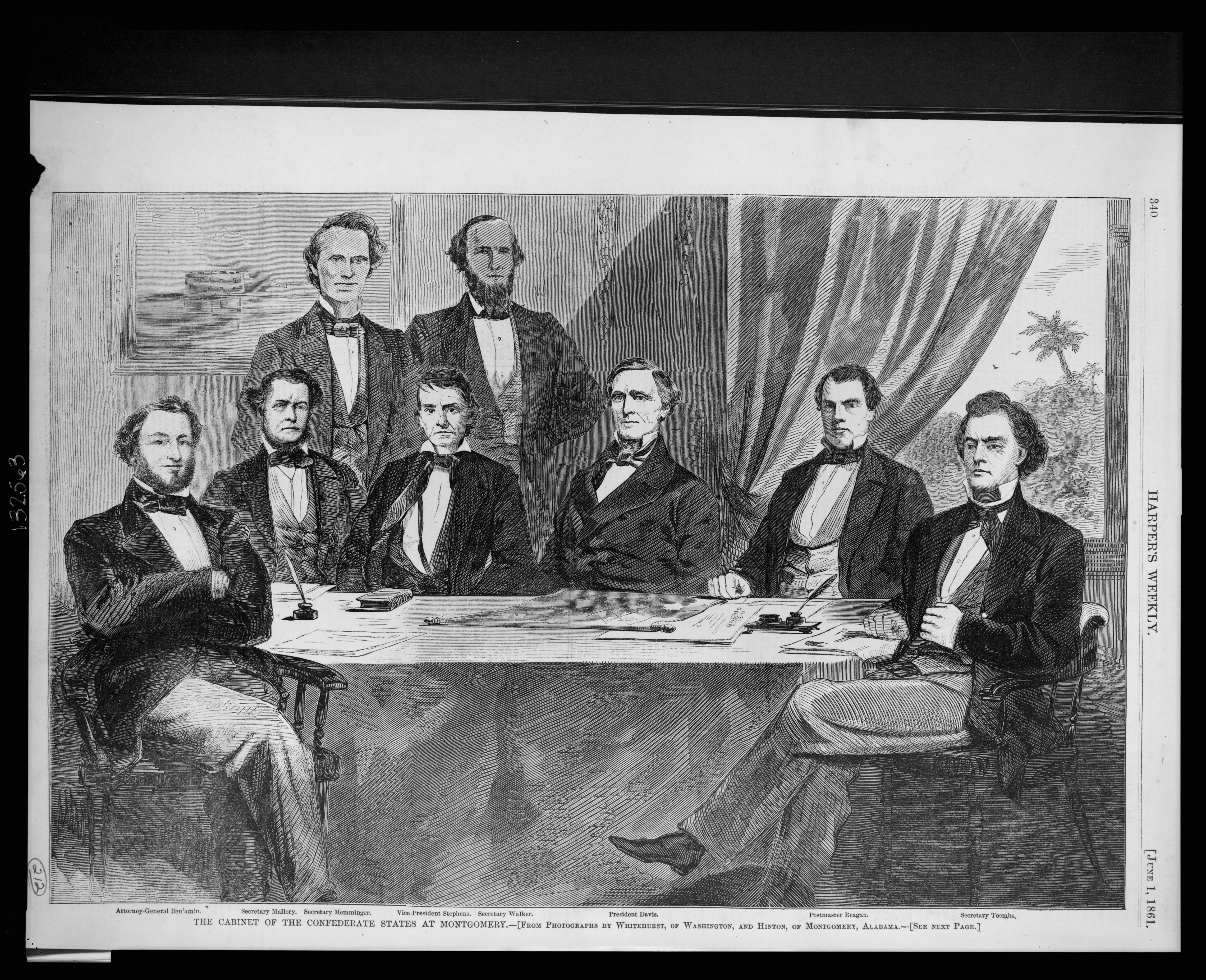
Gabinet Konfederacji (od lewej): Judah Benjamin, Stephen Mallory, Christopher Memminger, Alexander Stephens, LeRoy Pope Walker, Jefferson Davis, John Henninger Reagan oraz Robert Toombs